# Escos
Escos – miejscowość i gmina we Francji, w regionie Nowa Akwitania, w departamencie Pireneje Atlantyckie.
Według danych na rok 1990 gminę zamieszkiwało 241 osób, a gęstość zaludnienia wynosiła 43 osób/km² (wśród 2290 gmin Akwitanii Escos plasuje się na 937. miejscu pod względem liczby ludności, natomiast pod względem powierzchni na miejscu 1387.).